# 常陸北条駅
常陸北条駅（ひたちほうじょうえき）は、茨城県筑波郡筑波町（現・つくば市）北条にあった、筑波鉄道筑波線の駅（廃駅）。筑波線廃止に伴い1987年（昭和62年）に廃止された。

## 歴史
- 1918年（大正7年）4月17日：筑波鉄道 (初代)の駅として開業[2]。
- 1945年（昭和20年）3月20日：会社合併に伴い、常総筑波鉄道筑波線の駅となる。
- 1965年（昭和40年）6月1日：会社合併に伴い、関東鉄道の駅となる[4]。
- 1979年（昭和54年）4月1日：事業譲渡に伴い、筑波鉄道の駅となる[4]。
- 1981年（昭和56年）8月12日：貨物営業廃止（これ以前から既に貨車は到着・発送されない状態だった）[1]。
- 1987年（昭和62年）4月1日：廃止[3]。

## 駅構造
2面3線のホームを持つ地上駅で、終日駅員が配置されていた。なお、駅本屋の駅名標は「常陸北条駅」ではなく「常陸北條駅」となっていた。また、その下に併記されていた英字についても、北條が「HOJO」ではなく「HOJYO」となっていた。

## 利用状況
1978年度の1日平均乗降人員は1,963人で、筑波線では土浦駅に次いで利用者が多かった。

## 駅周辺

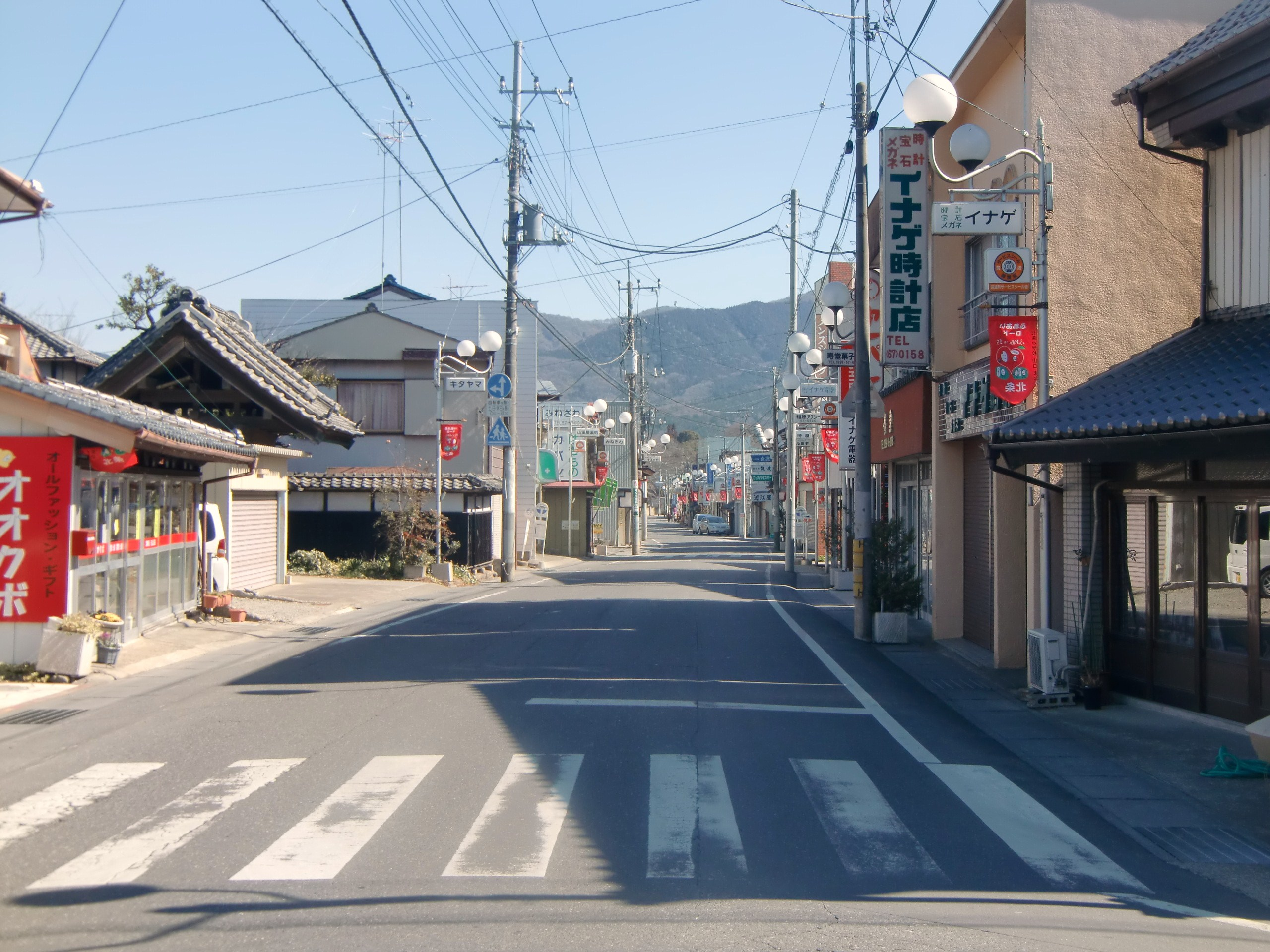
北条の町並み（2012年）

駅周辺は筑波町の中心地・北条市街にある。駅は国道125号の北側で、北条の集落の南側の縁に接していた。
当項では、廃止前日にあった周辺施設を記す。
- 筑波町役場（現在のつくば市役所筑波庁舎）
- 筑波郵便局
- 筑波町国保病院（現在のつくば市立病院）
- 筑波中央病院
- 茨城県立筑波高等学校

## 現状

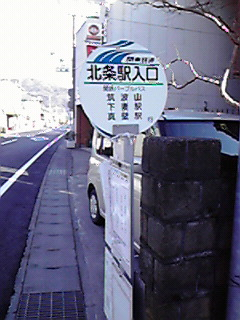
北条駅入口停留所（2009年3月）

- 駅舎は廃止後に撤去され、2021年現在はホームのみが残っている。
- 駅跡から約400メートル離れた県道138号上に、関東鉄道の「北条駅入口」バス停留所（土浦駅 - 筑波山口線・下妻駅 - 土浦駅線）があり、名残の一つとなっている。また、同一地点に筑波地区支線型バス（つくばね号）の「旧北条駅入口」停留所も設置されている。
- 廃線後2019年8月9日まで、駅跡から北西に約2キロメートル離れた茨城県道14号筑西つくば線沿いに「常陸北条」バス停留所が存在した。これは当路線の代替を強く意識して一時期存在した高速バス「ニューつくばね号」の当駅対応停車地として改称されたもので、一般路線バスのみとなっても停留所名として残っていた。現在は「杉木」に改称されている。

## 隣の駅
筑波鉄道
筑波線
常陸小田駅 - 常陸北条駅 - 筑波駅
- 1943年までは、筑波駅との間に常陸大貫駅が存在した。